# Segunda división paraguaya
Segunda división paraguaya, znana także jako División Intermedia, jest drugą paragwajską ligą piłki nożnej. Jej rozgrywki organizowane są przez paragwajską federację piłkarską Asociación Paraguaya de Fútbol.

## Opis
Od roku 1910 rozgrywki drugiej ligi paragwajskiej zmieniały swoje reguły, liczbę drużyn oraz oficjalną nazwę. W roku 1996 druga liga przyjęła oficjalną nazwę División Intermedia, a gra w niej 10 klubów. Mistrz drugiej ligi awansuje do pierwszej ligi (Primera división paraguaya), a wicemistrz uzyskuje możliwość awansu na drodze baraży z przedostatnim zespołem pierwszej ligi.
Dwie ostatnie drużyny spadają do trzeciej ligi (Primera de Ascenso dla drużyn z zespołu miejskiego Asunción i UFI dla klubów z prowincji).
Dwa miejsca zwolnione przez drużyny spadkowe zajmowane są przez jeden klub z Primera de Ascenso oraz jeden klub z UFI (turniej pucharowy dla klubów prowincjonalnych Paragwaju).

## Lista mistrzów drugiej ligi paragwajskiej

### Era amatorska
| Rok  | Mistrz                                                             |
| ---- | ------------------------------------------------------------------ |
| 1910 | Nacional B (do pierwszej ligi awansował wicemistrz Sol de América) |
| 1911 | Presidente Hayes                                                   |
| 1912 | nie rozgrywano                                                     |
| 1913 | River Plate                                                        |
| 1914 | 10 de Agosto                                                       |
| 1915 | Marte Atlético                                                     |
| 1916 | Marte Atlético                                                     |
| 1917 | Villa del Salto                                                    |

### División Intermedia
| Rok  | Mistrz                 |
| ---- | ---------------------- |
| 1918 | Sastre Sport           |
| 1919 | Presidente Hayes       |
| 1920 | Cerro Porteño B        |
| 1921 | Sastre Sport           |
| 1922 | nie rozegrano          |
| 1923 | Deportivo Meilicke     |
| 1924 | Sportivo Luqueňo       |
| 1925 | Sastre Sport           |
| 1926 | Rubio Ñú               |
| 1927 | Atlántida              |
| 1928 | General Caballero      |
| 1929 | CALT Asunción          |
| 1930 | Fernando de la Mora    |
| 1931 | Sastre Sport           |
| 1932 | Tembetary              |
| 1933 | nie rozegrano          |
| 1934 | nie rozegrano          |
| 1935 | nie rozegrano          |
| 1936 | nie rozegrano          |
| 1937 | 12 de Octubre Asunción |
| 1938 | Atlético Sajonia       |
| 1939 | 24 de Septiembre       |
| 1940 | Sport Colombia         |
| 1941 | Rubio Ñú               |
| 1942 | 24 de Septiembre       |
| 1943 | 24 de Septiembre       |
| 1944 | Sport Colombia         |
| 1945 | Sport Colombia         |
| 1946 | Deportivo Pinozá       |
| 1947 | nie rozegrano          |
| 1948 | Asunción FBC           |
| 1949 | San Lorenzo            |
| 1950 | Sport Colombia         |

### Segunda División
| Rok  | Mistrz            |
| ---- | ----------------- |
| 1951 | Atlántida         |
| 1952 | General Genes     |
| 1953 | San Lorenzo       |
| 1954 | Rubio Ñú          |
| 1955 | General Genes     |
| 1956 | Sportivo Luqueňo  |
| 1957 | River Plate       |
| 1958 | Presidente Hayes  |
| 1959 | Tembetary         |
| 1960 | San Lorenzo       |
| 1961 | Rubio Ñú          |
| 1962 | General Caballero |
| 1963 | Rubio Ñú          |

### Primera División B/Primera División de Ascenso
| Rok  | Mistrz              |
| ---- | ------------------- |
| 1964 | Sportivo Luqueňo    |
| 1965 | Sol de América      |
| 1966 | Resistencia         |
| 1967 | Presidente Hayes    |
| 1968 | Sportivo Luqueňo    |
| 1969 | Silvio Pettirossi   |
| 1970 | General Caballero   |
| 1971 | Presidente Hayes    |
| 1972 | Rubio Ñú            |
| 1973 | Presidente Hayes    |
| 1974 | Presidente Hayes    |
| 1975 | Resistencia         |
| 1976 | Tembetary           |
| 1977 | Sol de América      |
| 1978 | Capitán Figarí      |
| 1979 | Nacional            |
| 1980 | Resistencia         |
| 1981 | Oriental            |
| 1982 | Atlético Colegiales |
| 1983 | Tembetary           |
| 1984 | San Lorenzo         |
| 1985 | Sport Colombia      |
| 1986 | General Caballero   |
| 1987 | San Lorenzo         |
| 1988 | Tembetary           |
| 1989 | Nacional            |
| 1990 | Cerro Corá          |
| 1991 | Presidente Hayes    |
| 1992 | Sport Colombia      |
| 1993 | Humaitá             |
| 1994 | San Lorenzo         |
| 1995 | Tembetary           |
| 1996 | Cerro Corá          |

### División Intermedia
| Rok  | Mistrz                         |
| ---- | ------------------------------ |
| 1997 | 12 de Octubre Itauguá          |
| 1998 | Resistencia                    |
| 1999 | Universal Encarnación          |
| 2000 | Libertad                       |
| 2001 | Recoleta                       |
| 2002 | Tacuary                        |
| 2003 | Nacional                       |
| 2004 | 3 de Febrero Ciudad del Este   |
| 2005 | 2 de Mayo Pedro Juan Caballero |
| 2006 | Sol de América                 |
| 2007 | Silvio Pettirossi              |
| 2008 | Rubio Ñú                       |
| 2009 | Sportivo Trinidense            |

## Mistrzowie drugiej ligi paragwajskiej
| Ilość | Mistrz                         |
| ----- | ------------------------------ |
| 8     | Presidente Hayes               |
| 7     | Rubio Ñú                       |
| 6     | San Lorenzo                    |
| 6     | Sport Colombia                 |
| 6     | Tembetary                      |
| 5     | General Caballero              |
| 4     | Nacional                       |
| 4     | Resistencia                    |
| 4     | Sastre Sport                   |
| 4     | Sportivo Luqueňo               |
| 3     | 24 de Septiembre               |
| 3     | Sol de América                 |
| 2     | Atlántida                      |
| 2     | Cerro Corá                     |
| 2     | Marte Atlético                 |
| 2     | River Plate                    |
| 2     | Silvio Pettirossi              |
| 1     | 10 de Agosto                   |
| 1     | 12 de Octubre Asunción         |
| 1     | 12 de Octubre Itauguá          |
| 1     | 2 de Mayo Pedro Juan Caballero |
| 1     | 3 de Febrero Ciudad del Este   |
| 1     | Asunción FBC                   |
| 1     | Atlético Colegiales            |
| 1     | Atlético Corrales              |
| 1     | Atlético Sajonia               |
| 1     | Capitán Figarí                 |
| 1     | Cerro Porteño                  |
| 1     | Deportivo Pinozá               |
| 1     | Fernando de la Mora            |
| 1     | General Genes                  |
| 1     | Humaitá                        |
| 1     | Libertad                       |
| 1     | Oriental                       |
| 1     | Recoleta                       |
| 1     | Sportivo Trinidense            |
| 1     | Tacuary                        |
| 1     | Universal Encarnación          |
| 1     | Villa del Salto                |